# De Haas Maassluis
De Haas Maassluis BV in de Nederlandse stad Maassluis is een onafhankelijke scheepswerf opgericht in 1879, gespecialiseerd in de bouw van nieuwe vaartuigen, alsmede het volledige onderhoud, reparatie en renovatie van o.a. patrouillevaartuigen, crew tenders, sleepboten, SAR-schepen en andere gespecialiseerde professionele schepen.

## Historie
Al vanaf 1879 is De Haas Maassluis de eerste scheepswerf richting de Rotterdamse haven na het binnenvaren op de Nieuwe Waterweg. De activiteiten van De Haas Maassluis waren vroeger vooral gericht op visserijvaartuigen. Later werd dit terrein echter uitgebreid naar andere vormen van scheepvaart.
Ter ere van het honderdjarige bestaan van de werf in 1979 verscheen een boek. Henk de Haas schreef in dat boek: “Bij m’n vader, grootvader, tantes en ook gepensioneerde werknemers hing ik al als kleine jongen aan de lippen als ze vertelden over Maas- sluis, haar visserij, en hiervan natuurlijk niet los te denken, de werf.”

## Werkzaamheden
De Haas Maassluis houdt zich bezig met het bouwen, repareren en renoveren van diverse typen vaartuigen, maar ook van bijvoorbeeld pontons, steigers en loopbruggen. Echter, De Haas Maassluis heeft zich in de loop der tijd gespecialiseerd in het compleet onderhouden, repareren of renoveren van beroepsvaartuigen, luxe jachten en andere vaartuigen van 10 tot 65 meter lengte en een diepgang tot ruim 4 meter. 